# Новелли, Пьетро

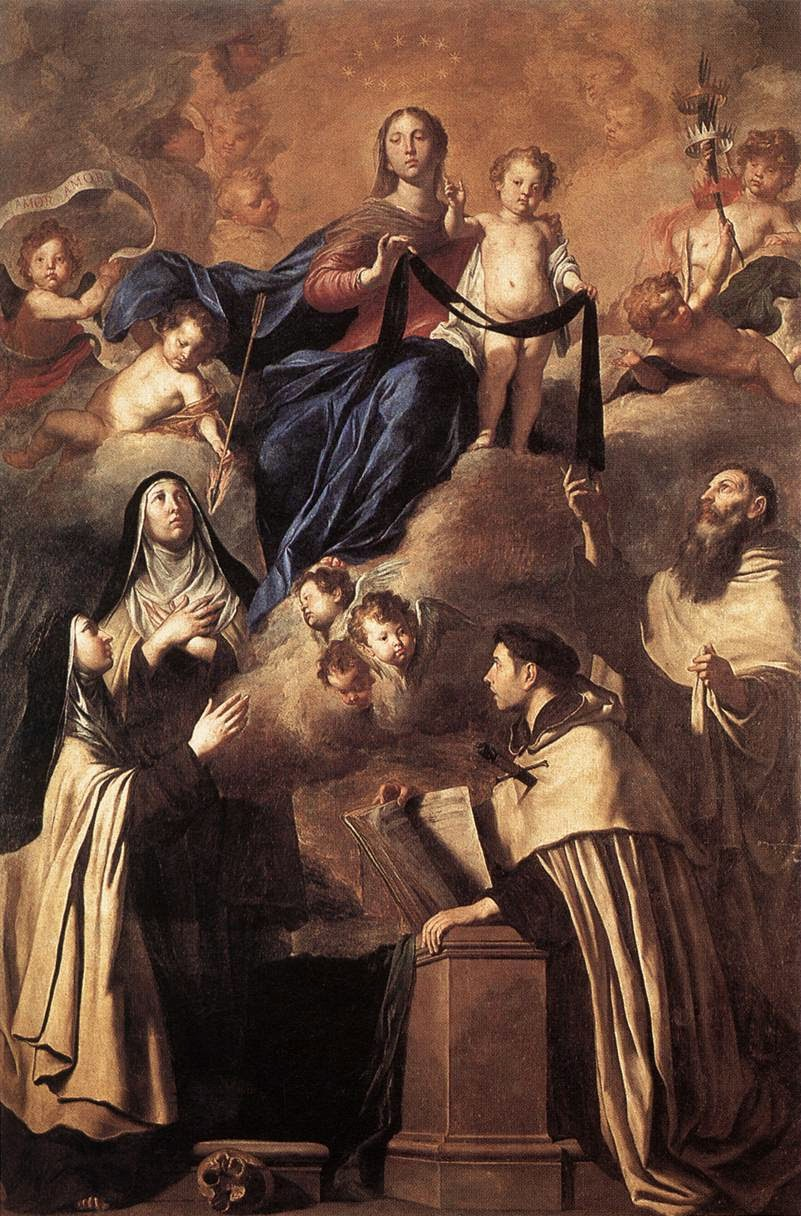
Богоматерь и святые на горе Кармель (Палермо, 1641)

Пьетро Новелли (итал. Pietro Novelli, 2 марта 1603, Монреале — 27 августа 1647, Палермо) — итальянский живописец эпохи барокко, работавший в основном в Палермо.
Родился в Монреале в семье живописца Пьетро Антонио Новелли, который и стал его учителем и наставником. В 1618 году вместе с отцом и его учеником Вито Каррера переехал в Палермо. Свою первую картину, под названием «Св. Антоний Аббат», он написал в 1626 году для церкви св. Антония. Развитию своего стиля исполнения он во многом обязан Антонису ван Дейку, который посетил Сицилию в 1624 году и занимался росписью алтаря в одном из храмов в Палермо. Также заметное влияние на Новелли оказали последователи творчества Караваджо, в частности Хосе де Рибера, которые трудились в основном в Неаполе.
В своем родном городе Монреале Новелли занимался росписью церкви св. Зиты, а также нарисовал «Брак в Кане Галилейской» для трапезной бенедиктинского монастыря.
Пьетро Новелли умер в Палермо, передав своё мастерство ученику Франческо Мадджиотто.